# Linia kolejowa Kolín – Česká Třebová
Linia kolejowa nr 010 – linia kolejowa w Czechach, biegnąca przez kraj środkowoczeski i pardubicki, od Kolína do Czeskiej Trzebowej, na znacznym odcinku przebiega malowniczą doliną Cichej Orlicy.
Została otwarta w roku 1845 jako jedna z pierwszych linii na ziemiach czeskich (projekt Jana Pernera), w latach 50. XX w. została zelektryfikowana, a na przełomie  XX i XXI w. – zmodernizowana.
W nadchodzących latach planowane jest przełożenie obecnej, krętej linii z Chocenia do Ústí nad Orlicą na nowy przebieg z kilkoma tunelami, dzięki czemu prędkość pociągów z Pragi na Morawy ma wzrosnąć do 160 km/h (obecnie obowiązująca prędkość to 70 km/h).
Od ponad pół wieku nie istnieje powstały w czasie budowy linii tunel w Choceniu. Pierwszy z planowanych tuneli powstanie właśnie tuż za dawnym choceńskim; dzięki niemu pociągi ominą zabytkową stację kolejową w Brandýsie nad Orlicą, którą zastąpi przystanek osobowy. Kolejny tunel umożliwi ominięcie wsi Bezpráví i najbardziej malowniczego odcinka trasy. Ostatni i zarazem najdłuższy tunel (700 m), powstanie przed Ústí nad Orlicą.